# IPad Air (第四代)
第四代iPad Air（正式名称仅为iPad Air，又俗称iPad Air 4），是苹果公司在2020年9月16日线上Apple Special Event发布的第四代iPad Air平板電腦，于2020年10月23日发售。

## 硬件
第四代iPad Air拥有全新的外觀，有新的天藍色和綠色，使用了与iPad Pro类似的全螢幕设计，處理器採用5奈米製程的全新A14仿生處理器，使用了USB-C接口，支援第二代Apple Pencil、巧控鍵盤和智慧型摺套連鍵盤。Touch ID则内嵌到了顶部电源按钮中。

## 顏色
| Color | Name     |
| ----- | -------- |
|       | 太空灰色 |
|       | 銀色     |
|       | 玫瑰金色 |
|       | 綠色     |
|       | 天藍色   |

## Touch ID
因疫情的影響，設備採用在開關按鈕中集成指紋識別裝置用於解鎖設備，因為在疫情流行期間使用者戴著口罩會使面部識別變得沒有意義。

## 时间线
|  |